# Hable con ellas
Hable con ellas fou un programa de televisió de Telecinco, produït per Mediaset en col·laboració amb La Fábrica de la Tele. S'emeté setmanalment en horari nocturn entre el 8 d'abril de 2014 i el 29 d'agost de 2016. L'espai estava conduït en la seva primera etapa per Alyson Eckmanny, Beatriz Montañez, Natalia Millán, Sandra Barneda i Yolanda Ramos, i s'estructurava en parts diferenciades conjuntes; entrevistes a personatges coneguts del món de l'espectacle, debats i actuacions. Segons Óscar Cornejo, productor executiu de La Fábrica de la Tele, «fer un xou d'entreteniment amb cinc presentadores, sense que n'hi hagi cap amb un paper preponderant sobre les altres, és inèdit a Espanya».